# Nihil obstat

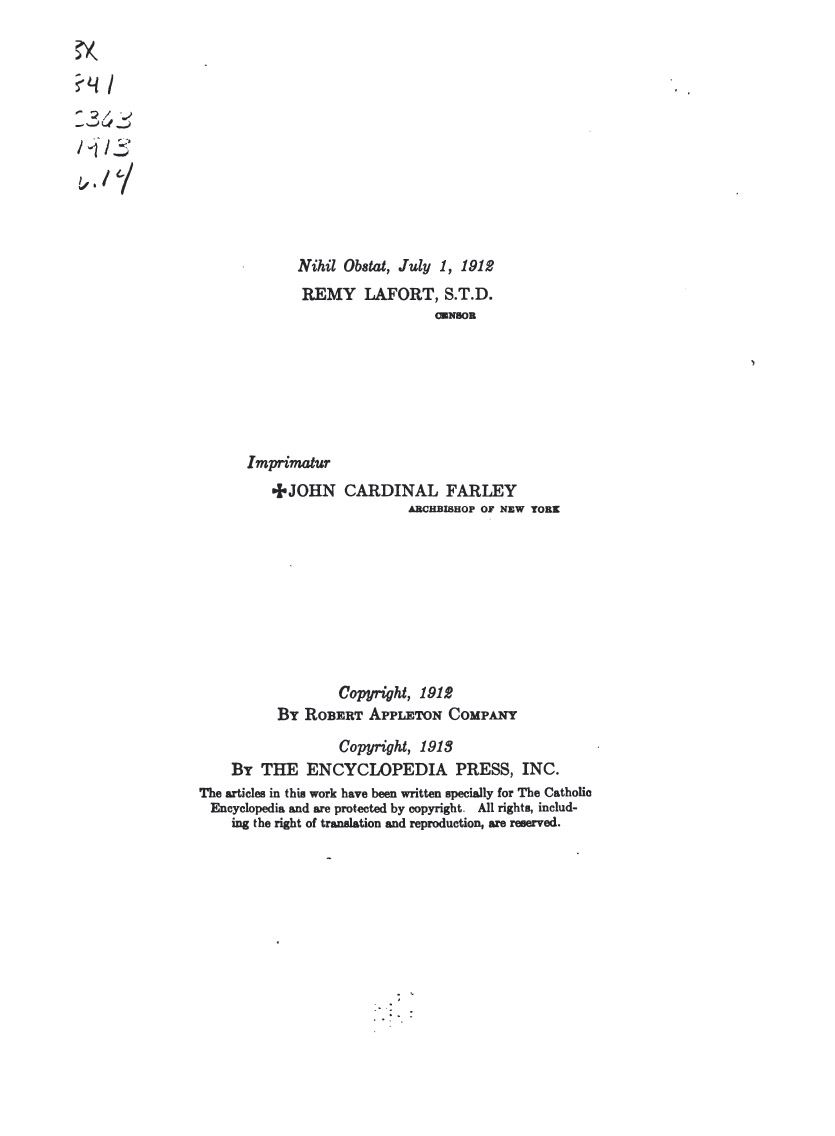
Nihil obstat i imprimatur w Catholic Encyclopedia, 1913

Nihil obstat (łac. „nic nie stoi na przeszkodzie”) – formuła umieszczana na wydawnictwach kościelnych, oznaczająca pozwolenie na publikację.
Zgoda ta może być wydana przez wyznaczonego do tego celu teologa, który po przeczytaniu danej pozycji stwierdzi, iż treści w niej zawarte nie są sprzeczne z doktryną Kościoła w kwestiach wiary i moralności. Po uzyskaniu statusu „nihil obstat” autor książki może ubiegać się o „imprimatur”, czyli pozwolenie na druk, wydawane przez miejscowego biskupa lub prowincjała zakonnego.